# 新島襄
新島 襄（にいじま じょう、英字表記：Joseph Hardy Neesima、1843年2月12日（天保14年1月14日） - 1890年（明治23年）1月23日）は、幕末から明治時代のクリスチャン、教育者である。出生名は七五三太（しめた）、諱は敬幹（けいかん）。
江戸時代の1864年（元治元年）に密出国してアメリカ合衆国に渡り、そこでキリスト教の洗礼を受けてフィリップス・アカデミー（高校）、アーモスト大学、アンドーヴァー神学校で学ぶ。そして、改革派教会（カルヴァン主義）の清教徒運動の流れをくむ会衆派系の伝道団体である「アメリカン・ボード」の準宣教師となった。日本に帰った後の1875年（明治8年）にアメリカン・ボードの力添えによって京都府にて同志社英学校（後の同志社大学）を設立した。

## 生涯

### 出自
新島家は元々中島家を名乗っており、安中氏の家臣だったが永禄6年（1563年）に安中城が落城した際に郷原村に土着し農民となったという。宝暦年間（1751年 - 1764年）に中島磯八が板倉勝清に召し出され安中藩の足軽になった。磯八の長男・忠七も安中藩の足軽・同心を勤めたが文化10年（1813年）に刃傷事件を起こし家出したため忠七の跡取り・秀八も押込を命じられた。翌年許された中島秀八は名を新島弁治に改め、のちに徒士格取立となった。弁治の子・民治が襄の父である。

### 幼少時代
天保14年1月14日（1843年2月12日）、江戸（現・東京都区部）の神田にあった上州安中藩江戸上屋敷で、安中藩士・新島民治の子として生まれる。母は武州浦和宿のとみ。通称は七五三太（しめた）。祖父・弁治が女子が4人続いた後の初の男子誕生に喜び「しめた」と言った事から命名されたとも、正月の注連縄が張ってあったことにちなむとも言われる。
安政3年（1857年）、学者大名として知られた安中藩主・板倉勝明の命で菅沼総蔵・岡村喜四郎とともに田島順輔から蘭学を学ぶ。翌年4月、板倉勝明が死去、12月15日に元服する。田島順輔が長崎に出張し蘭学を学ぶのをやめ、翌年から川田剛に漢学の教えを受けた。
万延元年（1860年）11月に幕府の軍艦操練所に入学し、航海術・英学・数学などを学んだ。また文久2年（1862年）9月甲賀源吾に入門し西洋兵学や測量術・算術を学ぶことを藩に願い出て許可されている。この頃『聯邦志略』を読みアメリカ合衆国の大統領制を知り衝撃を受ける。
ある日、アメリカ人宣教師が訳した漢訳聖書に出会い「福音が自由に教えられている国に行くこと」を決意し、備中松山藩の洋式船「快風丸」に乗船していたこともあり、当時は禁止されていた海外渡航を思い立つ。

### 函館潜伏 - 渡米

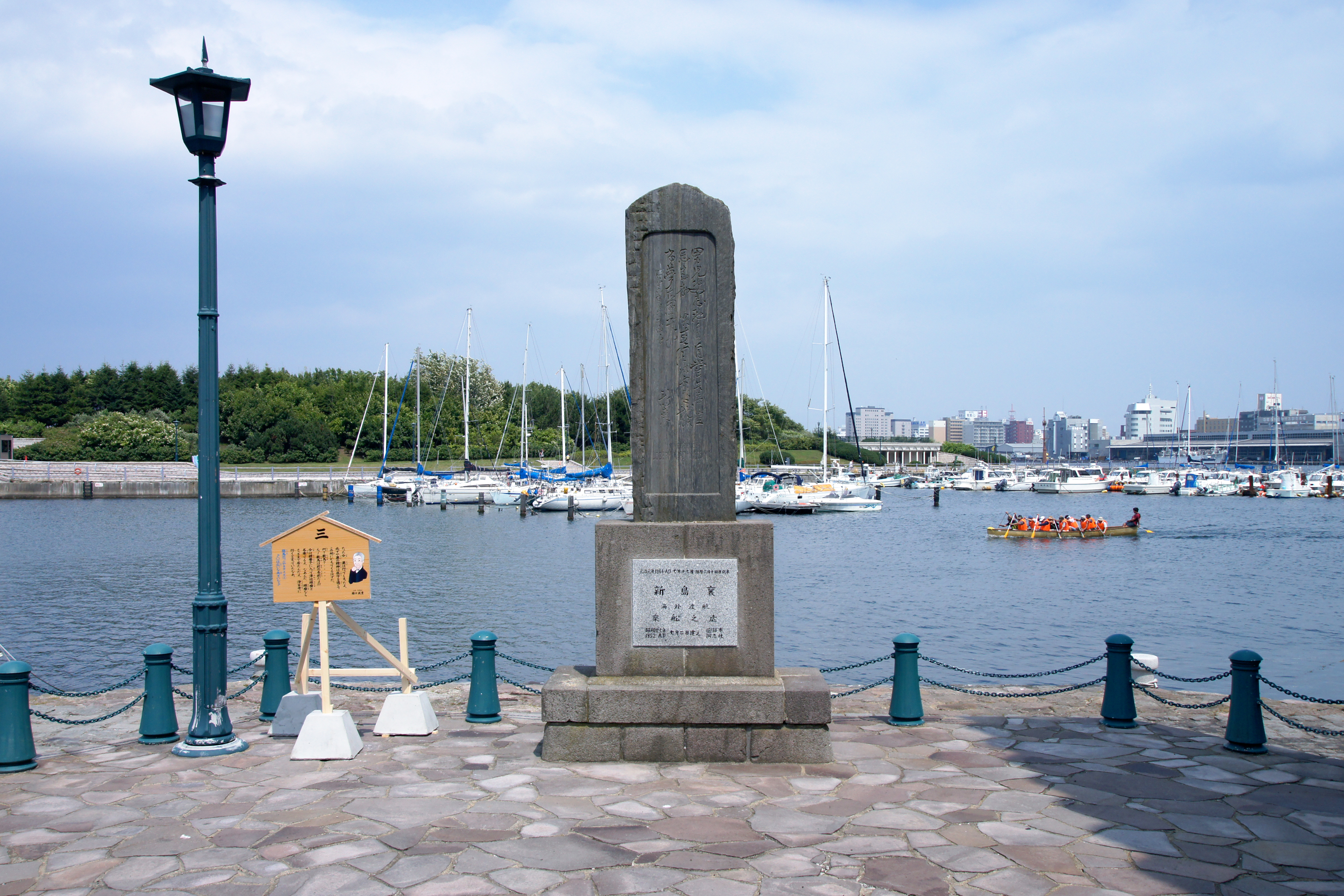
新島襄海外渡航の地碑（函館市大町）

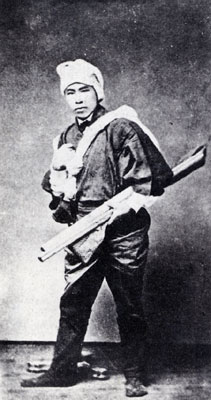
脱国の扮装

元治元年（1864年）、アメリカ合衆国への渡航を画策し、「快風丸」に乗って開港地の箱館へと向かう。箱館に潜伏中、当時ロシア領事館付の司祭だったニコライ・カサートキンと会う。ニコライは新島から日本語と日本の書物（古事記）などの手ほどきを受け、また聖書に興味を持つ彼に自分の弟子になるよう勧めたが新島のアメリカ行きの意思は変わらずニコライはそれに折れ、坂本龍馬の従兄である沢辺琢磨や福士卯之吉と共に新島の密航に協力した。
6月14日（7月18日）、函館港から米船ベルリン号で出国する。ベルリン号の中で新島は武士の命とされるまげを切り落とした。上海でワイルド・ローヴァー号に乗り換え、船中で船長ホレイス・S・テイラーに「Joe（ジョー）」と呼ばれていたことから以後その名を使い始め、後年の帰国後は「譲」のちに「襄」と名乗った。ワイルド・ローヴァー号の中では船長に上海で乗せてくれたお礼にと自分が持っていた長い刀をわたした。そのお返しに英語訳の聖書をくれた。1865年（慶応元年）7月20日ボストン着。
ワイルド・ローヴァー号の船主、アルフィーアス・ハーディー夫妻の援助をうけ、1865年10月30日、ハーディーが理事を務めるフィリップス・アカデミーに入学することができた。

### 岩倉使節団

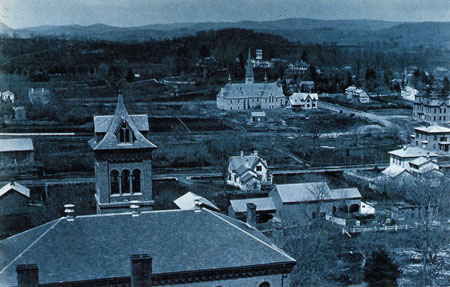
アーモスト大学（1875年頃）

1866年（慶応2年）12月30日、アンドーヴァー神学校付属教会で洗礼を受ける。翌1867年（慶応3年）6月にフィリップス・アカデミーを卒業。
1870年（明治3年）7月14日にアイビーリーグと同等レベルのリベラルアーツカレッジのトップ3の一つで、リトルアイビーと呼ばれる名門校アーモスト大学を卒業（理学士）。これは日本人初の学士の学位取得であった。新島は大学で自然科学系地質学（鉱物学）を専攻していた。アーモスト大学では、後に札幌農学校教頭となるウィリアム・スミス・クラークから化学の授業を受けていた。クラークにとっては最初の日本人学生であり、この縁でクラークは来日することとなった。また、同大学では哲学教授ジュリアス・シーリーからも影響を受けている。同年9月、アンドヴァー神学校に入学。
当初、密航者として渡米した襄であったが、1871年（明治4年）3月15日にワシントン駐在少弁務使・森有礼に面会し、8月22日に留学免許状とパスポートを送られ正式な留学生として認可された。
明治5年（1872年）、アメリカ訪問中の岩倉使節団と会う。襄の語学力に目をつけた木戸孝允は、4月16日から翌年1月にかけて自分付けの通訳として使節団に参加させた。襄は使節団に参加する形でニューヨークからヨーロッパへ渡り、フランス、スイス、ドイツ、ロシアを訪ねた。その後ベルリンに戻って約7カ月間滞在し、使節団の報告書ともいうべき『理事功程』を編集した。これは、明治政府の教育制度にも大きな影響を与えている。また欧米教育制度調査の委嘱を受け、文部理事官・田中不二麿に随行して欧米各国の教育制度を調査した。

### 宣教師任命 - 帰国

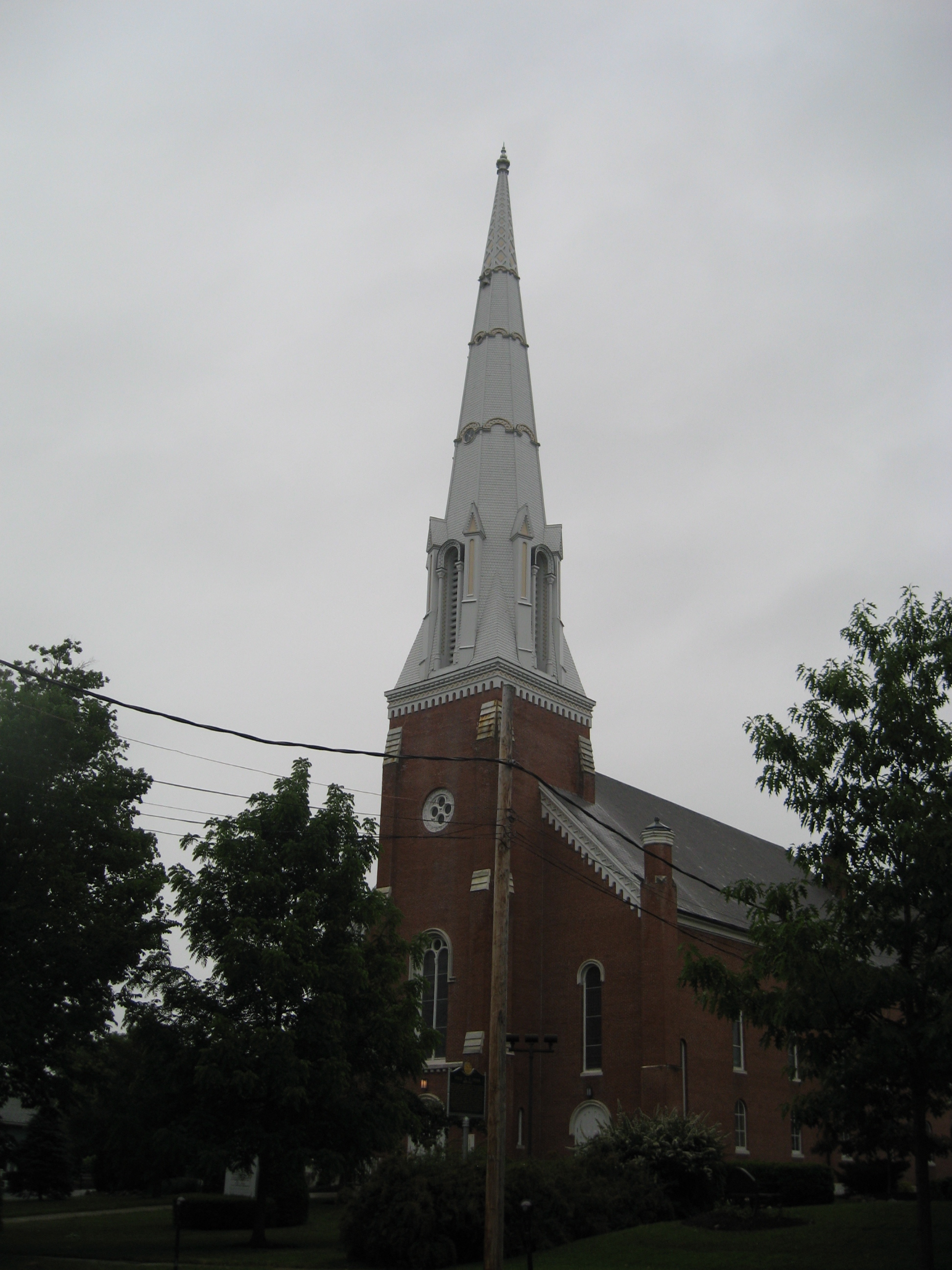
グレース教会（バーモント州ラットランド）

1873年（明治6年）1月に岩倉使節団での活動を終えた新島はアンドーヴァー神学校に復学し、翌年7月2日、同校を卒業する。新島はアメリカン・ボードから日本での宣教に従事する意思の有無を問われると、即座にそれを受託した。同年9月24日、ボストンのマウント・バーノン教会で按手礼を受け、牧師たるの資格を与えられた。
新島の宣教師として身分は「日本伝道通信員」(Corresponding member of the Japan)であった。1874年（明治7年）10月9日、バーモント州ラットランドのグレース教会で開かれたアメリカン・ボード海外伝道部の年次大会で、日本でのキリスト教主義大学の設立を訴えて5,000ドルの寄付の規約を得た(日本円で2,000,000円)。

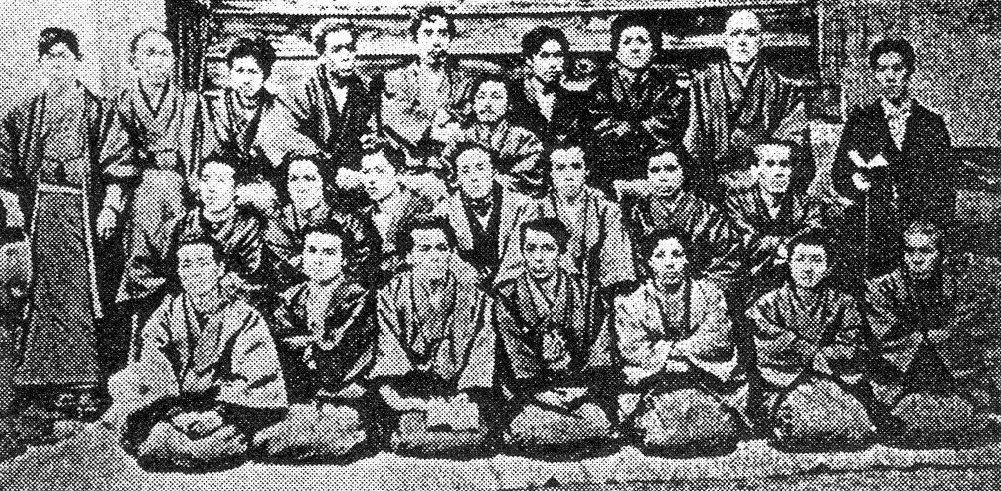
新島が最初に洗礼を授けた安中教会の30人と共に（明治11年3月30日）

10月31日、新島はコロラド号でサンフランシスコを出港し、太平洋を横断して翌月26日に横浜に帰着し、新島よりも一足先に日本で活動していたアメリカン・ボード宣教師ダニエル・クロスビー・グリーンの出迎えを受けた。
明治7年（1874年）11月28日深夜、10年ぶりに安中に到着。新島の帰国は高い関心を集め、翌月24日までの27日間の滞在中、安中学校や龍昌寺を会場にキリスト教を講演し、300人の聴衆を集めた。その集会で旧藩士ら30人余がキリスト教を学ぶことを決意し金を集めて新島に書物購入を依頼した。新島は中国語訳聖書を送り、明治8年（1875年）1月10日から安中での聖書会読が始まった。

### 同志社設立

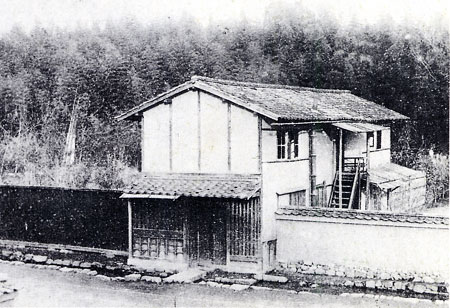
同志社英学校三十番教室（開校当初は正課で聖書を教えることは許されなかったため新島名義で豆腐屋の廃屋を購入し、課外授業の形で聖書の講義を行った）

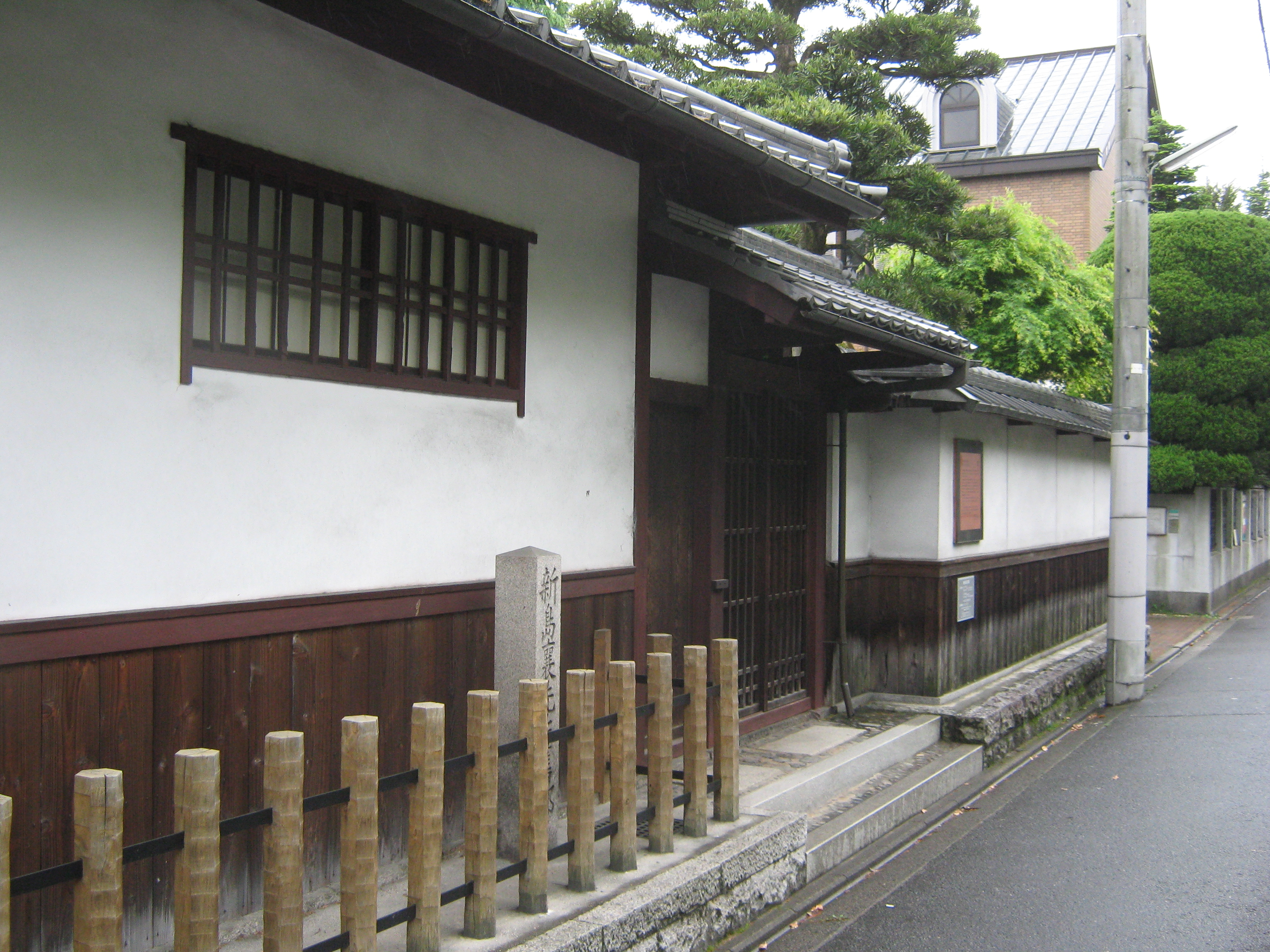
新島襄旧邸・京都市上京区

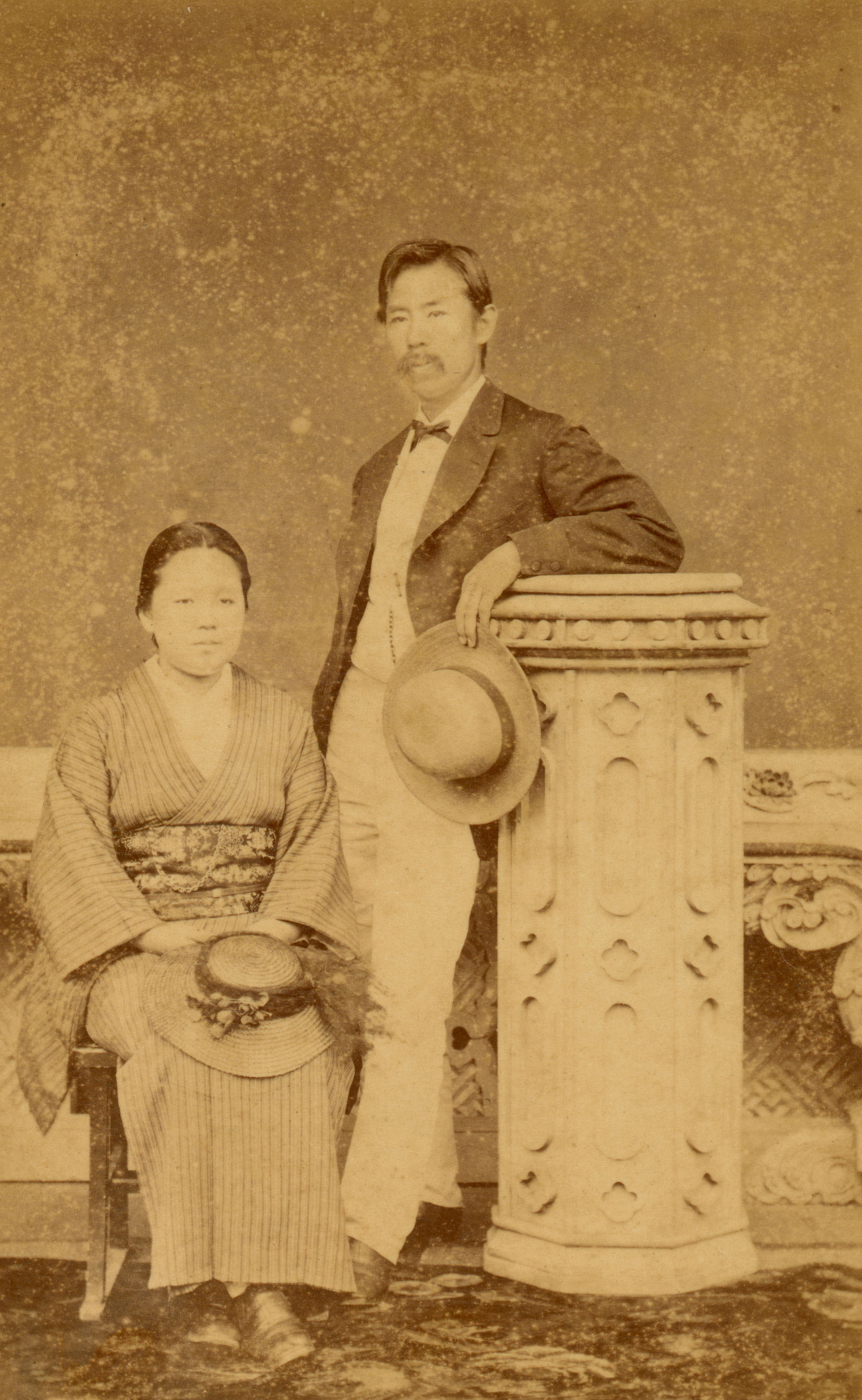
結婚間もない新島襄と八重

明治8年（1875年）1月、新島は大阪で木戸孝允に会い、豪商磯野小右衛門から出資の約束を得て大阪での学校設立を目指したが、府知事渡辺昇のキリスト教反対のため断念し、木戸の勧めにより長州出身の槇村正直が府知事を務める京都を新たな候補地と定めた。
明治8年（1875年）11月29日、かねてより親交の深かった公家華族の高松保実より寺町通丸太町上ル松陰町の屋敷（高松家別邸）の約半部を借り受けて校舎を確保し、府知事・槇村正直、府顧問・山本覚馬の賛同を得て官許同志社英学校を開校し初代社長に就任する。開校時の教員は新島とジェローム・デイヴィスの2人、生徒は元良勇次郎、中島力造、上野栄三郎ら8人であった。
また、この時の縁で翌明治9年（1876年）1月3日、山本覚馬の妹・八重と結婚する。
同年6月15日、山本覚馬が取得していた相国寺門前の旧薩摩屋敷（5800坪）で校舎2棟の新築工事に着手し、竣工後の9月に移転した。金森通倫、横井時雄、小崎弘道、吉田作弥、海老名弾正、徳富蘇峰、不破惟次郎ら熊本バンドと呼ばれる青年達が同志社英学校に入学したのもこの頃である。また同年12月3日、新島の仮寓で西京第二公会（同志社教会の前身）を設立。
明治10年（1877年）には同志社女学校（のちの同志社女子大学）を設立。女学校スタイルはメアリー・リヨンが設立したマウント・ホリヨーク大学を模している。
明治11年（1878年）3月30日夜、安中の便覧舎で千木良昌庵、湯浅治郎ら30名に洗礼を授け、安中教会（現・日本基督教団安中教会）を設立した。

### 大学設立運動

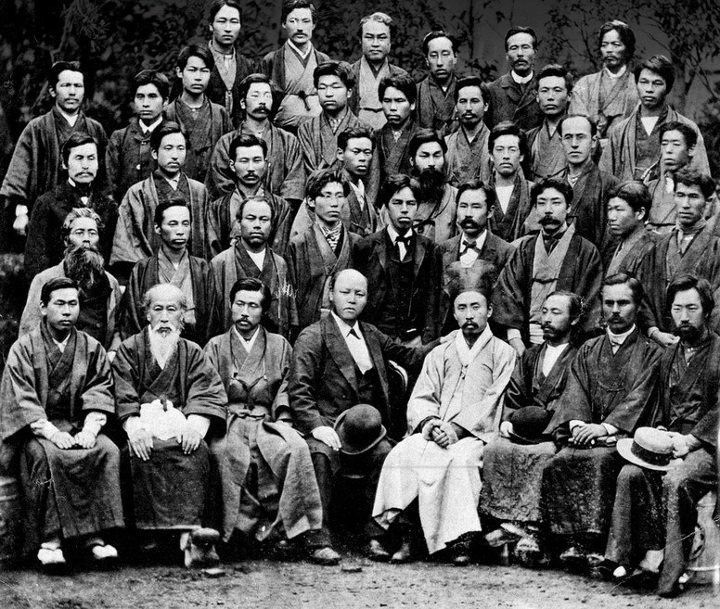
1883年の第三回全国基督信徒大親睦会の幹部、新島は前から2列目の右から4人目、左隣は内村鑑三

明治13年（1880年）から大学設立の準備を始める。同年2月17日に快風丸での旧知を訪ねるため、かつての備中松山藩であった岡山県高梁町（現在の高梁市）へと赴き、滞在中に中川横太郎の勧めで伝道と文化改革を目的とした演説を行う。この時の演説は、のちに備中松山の地で高梁基督教会堂の設立発起員の一人となり女子教育に注力する事になる、同地の婦人部会の代表であった福西志計子に深い影響を与えた。
明治16年（1883年）5月には東京に赴き、新栄教会で開催された第三回全国基督教信徒大親睦会に幹部として参加する。
明治17年（1884年）4月6日、2度目の海外渡航に出発する。ドイツでは訪問先のヨハネス・ヘッセの家で幼少の息子ヘルマン・ヘッセと会っている。同年8月6日にはスイスのサンゴタール峠で心臓発作を起こして倒れ、二通の遺書を記した。このときは奇跡的に体力が回復し、しばらく静養したのち9月に太西洋を横断してアメリカに上陸し、ハーディー夫妻やシーリー教授らとの再会を果たした。滞米中はアメリカン・ボードの大会に出席したり、各地の大学を参観するなどの多忙な日々を過ごし、同じく滞米中の内村鑑三にアーモスト大学への選科入学を勧めたりもした。明治18年（1885年）12月に帰国。
明治19年（1886年）9月には医学校構想の一環として同志社病院と京都看病婦学校を設立。キリスト教精神における医療・保健・看護活動、キリスト教伝道の拠点として設置されその役割を担う。この病院と看病婦学校にて看護指導に当たることとなったのが、ナイチンゲールに師事しアメリカ最初の有資格看護婦でもあったリンダ・リチャーズである。
明治21年（1888年）、徳富蘇峰の協力により井上馨・大隈重信・土倉庄三郎・大倉喜八郎・岩崎弥之助・渋沢栄一・原六郎・益田孝等から寄付金の約束を取付ける。特に土倉は新島のよき理解者、協力者であり、新島も土倉を頼りとした。板垣退助と新島を取り結んだのも自由民権運動のパトロンでもあった土倉であろうと推測される。
また明治21年（1888年）11月、徳富蘇峰は襄の求めに応じ「同志社大学設立の旨意」を起草し、自身の経営する民友社発行の『国民之友』をはじめ全国の主要な雑誌・新聞に掲載し、同志社大学設立への協力を訴えた。

### 晩年
新島は同じキリスト教でもローマ・カトリックやギリシャ正教、ロシア正教会などはまったく評価しなかった。プロテスタントについても新島の晩年に教会合同運動が起きた時に自らの組合教会を「共和政府主義地方分権ノ教会」、一致教会を「寡人政府主義中央集権ノ教会」と規定し、デイヴィスや徳富蘇峰らとともに教会合同に反対してこれを断念させた。
明治22年（1889年）11月28日、同志社設立運動中に心臓疾患を悪化させて群馬県の前橋で倒れ、神奈川県大磯の旅館・百足屋で静養する。愛弟子の一人の不破唯次郎の妻・ユウの看護を受けるが、回復せず明治23年（1890年）1月23日午後2時20分、徳富蘇峰、小崎弘道らに10か条の遺言を託して死去する。死因は急性腹膜炎。最期の言葉は「狼狽するなかれ、グッドバイ、また会わん」。享年48。
新島の遺体は汽車で京都に運ばれ、1月27日13時より同志社礼拝堂前で葬儀が営まれた。同志社関係者や京都府知事北垣国道、片岡健吉、植村正久をはじめ約4,000人が参列した。埋葬式は京都東山若王子山頂で行われ、中村栄助が司会を務め、安部磯雄が祈禱、ラーネッドが祝禱を行った。墓碑銘は徳富蘇峰の依頼により勝海舟の筆による。
- 新島襄の葬儀
- 新島襄の墓

### 死後

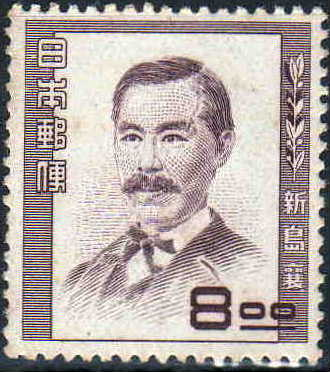
新島襄の記念切手

明治40年（1907年）、帝国教育会から六大教育家の一人として顕彰され、大正4年（1915年）には従四位を追贈された。
昭和25年（1950年）11月22日、郵政省から新島襄の8円切手（文化人シリーズ）が発行された。
新島亡き後の同志社はアメリカン・ボードとの対立や入学者減少等によって一時経営難に陥ったが、1920年（大正9年）4月に大学令にもとづく大学として正式に認可された。昭和の戦争期を乗り越えて1948年（昭和23年）に新制大学へ移行し、2024年（令和6年）現在の同志社大学は14学部、大学院16研究科および3研究所を擁し、今出川と京田辺を主要校地としている。

## 妻・八重
妻の八重とは互いに尊重し合い、夫婦仲がとても良かった。男性と対等に生きられる自立した女性との結婚を望んでいた襄は、山本覚馬の家を訪ねたとき、井戸の上に渡した板の上で裁縫をする八重の姿を見て、その常識に拘らない姿勢が気に入って結婚を決意したという。八重は、その男勝りの性格で度々周囲と確執を生むが、襄はそれを優しく諌めながら見守っていた。アメリカの友人への手紙で「彼女は見た目は決して美しくはありません。ただ、生き方がハンサムなのです。私にはそれで十分です。」と綴っている。

## 人物・逸話

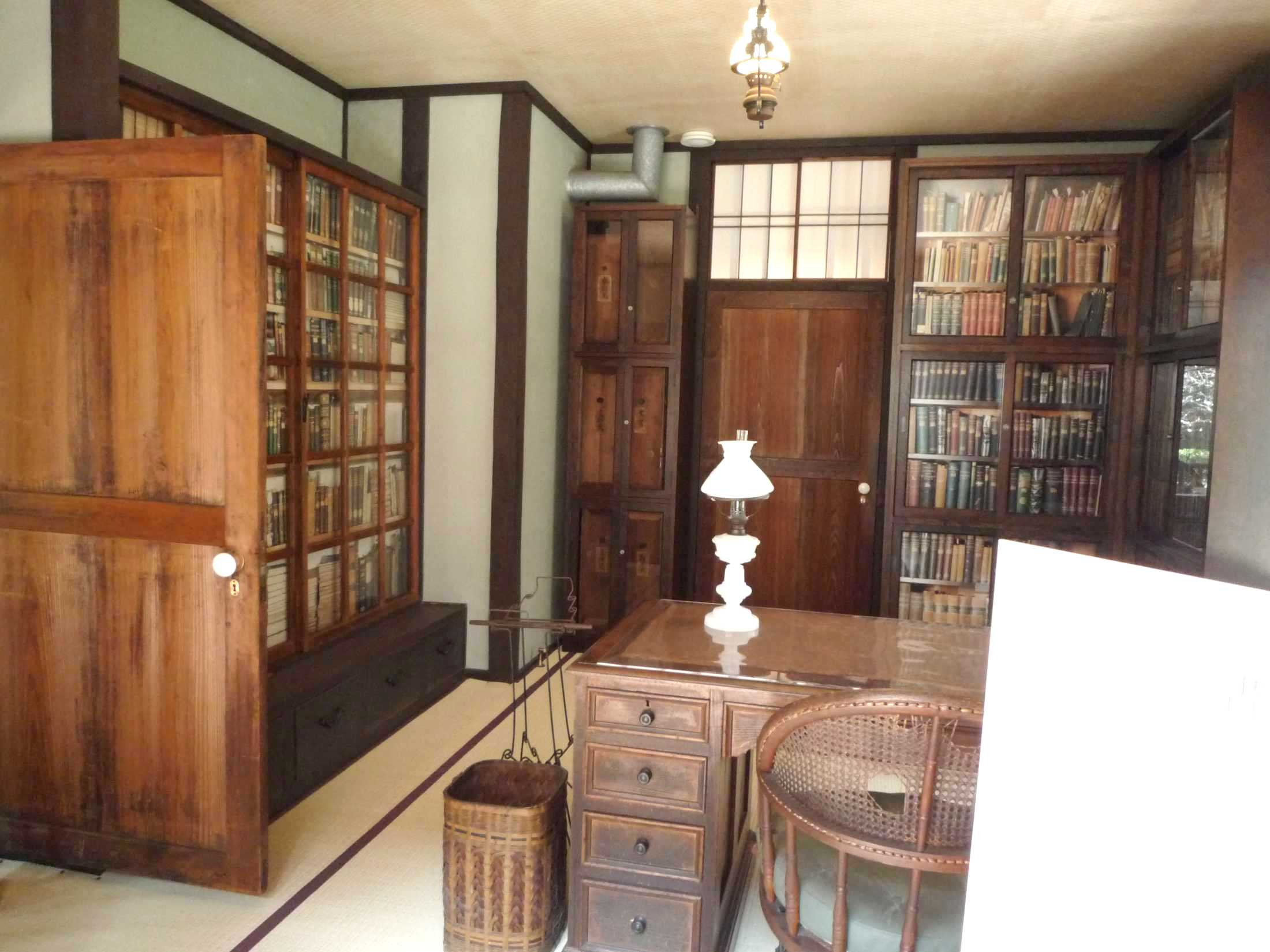
新島襄の書斎（京都府京都市、新島旧邸）

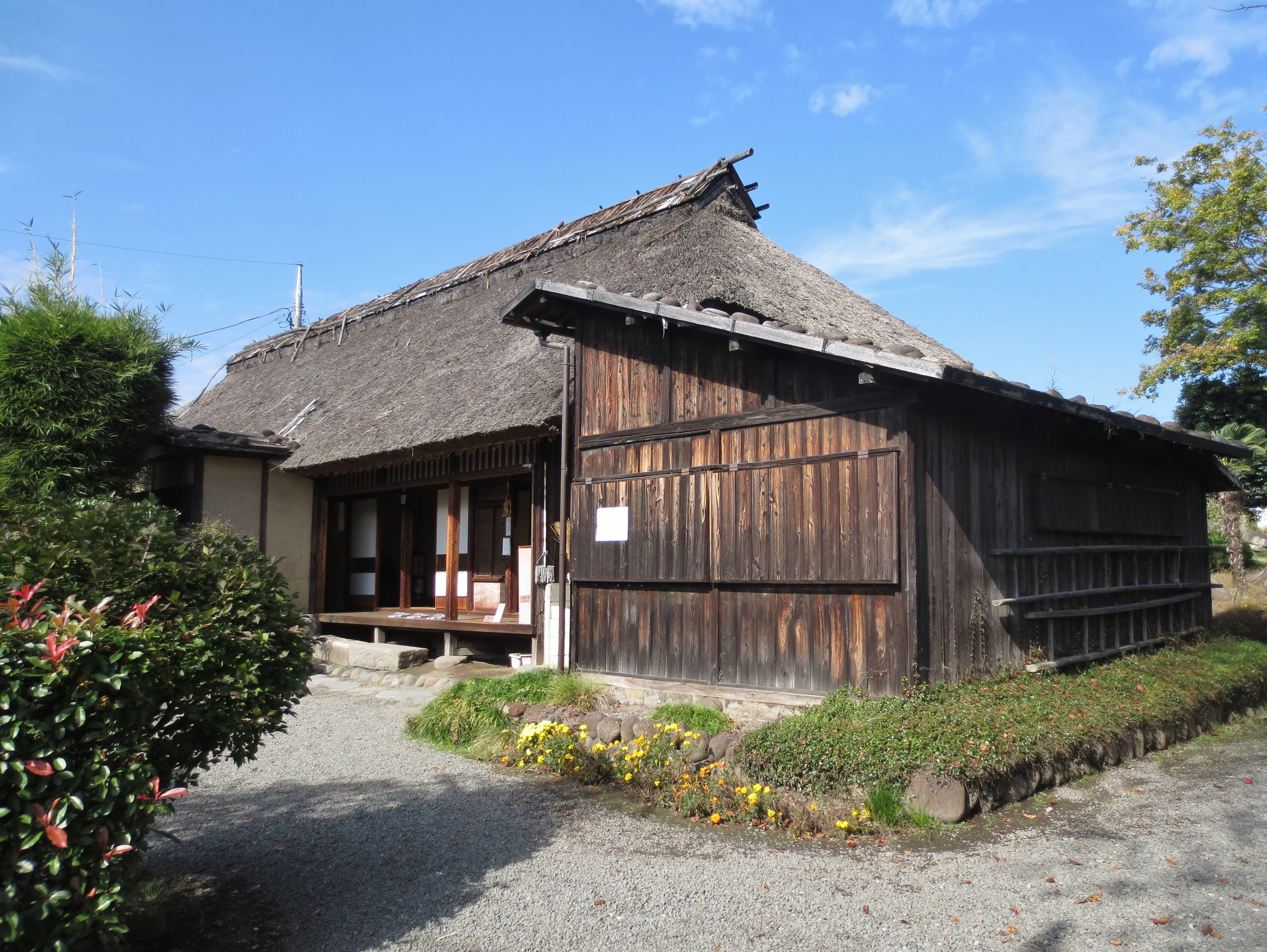
新島襄旧宅（群馬県安中市）

- 徳富蘇峰の仲介により大隈重信と親交を持つことになる。今日、同志社大学と早稲田大学の間で学生交流（国内留学）制度があるのはそのためである。
- 明治13年（1880年）4月13日、朝礼の際、自分の掌を杖で打ち、自らを罰して生徒に訓した。これは「自責の杖」事件と呼ばれる。徳富蘇峰は、この事件の責任を感じ卒業目前で同志社を中退したが、新島に対する敬愛の念は生涯変わらず、同志社大学設立運動の中心的な役割を果たした。
- 襄の臨終に八重とともに立ち会った徳富蘇峰は八重に「今後貴女を先生の形見として取り扱ひますから、貴女もその心持を以て私につきあつて下さい。」と述べ、貴族院議員の歳費は封を切らずに八重に贈り、八重が亡くなるまでその生活を支えた。
- 群馬県の上毛かるたのなかに新島が描かれた取り札がある。「平和の使徒 新島襄（へいわのつかい にいじまじょう）」
- 箱館に渡る前に、青森県下北半島の下風呂温泉に寄港し、当地の見聞を「函館紀行」に書きとめた。下風呂温泉にある海峡いさりび公園に、「新島襄寄港の地」碑がある。
- ワシントン大聖堂には日本人として、賀川豊彦とともに彫像が掲げられている（1935年設置）。

## 参考図書
- 『新島襄全集』 全10巻（11分冊）、同編集委員会、同朋舎、1983-96年

- 井上勝也『新島襄　人と思想』晃洋書房　1990年

- 現代語で読む新島襄編集委員会編『現代語で読む新島襄』（丸善　2000年）

- 本井康博『新島襄と建学精神』（同志社大学出版部　2005年

- 『新島襄の手紙』 同志社編、岩波文庫、2005年

- 本井康博　新島襄を語るシリーズ（既刊１６冊）思文閣出版　2005年～16年

- 『新島襄 教育宗教論集』 同志社編、岩波文庫、2010年

- 伊藤彌彦『なるほど新島襄』萌書房　2012年

- 同志社編『新島襄自伝』同志社編、岩波文庫、2013年

- 和田洋一『新島襄』（岩波現代文庫、2015年）

- 沖田行司編『新編・同志社の思想家たち』上下　晃洋書房　2018年

- 同志社大学良心学研究センター『新島襄３６５』良心学研究センター2019年

- 本井康博　『同志社を掘る　－創立150年に向けて－　』2020年

## 家族

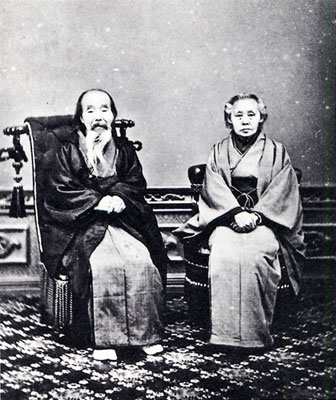
両親・民治ととみ

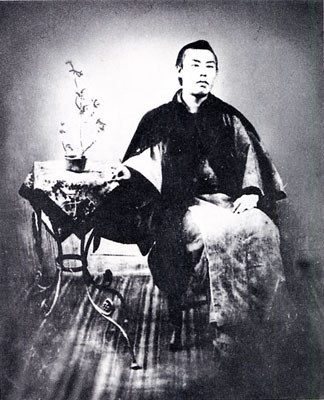
弟・雙六

- 祖父：新島弁治 - 旧名・中島秀八。茶之間勤め、武具方下役、江戸詰め押合方などを勤めたが、文化10年（1813年）に父・忠七が刃傷事件を起こし押込を命じられ、翌年許されたものの改名した。その後は江戸茶番、勘定所下役、町同心、中間頭、諸向駕籠預り、小頭兼武具方下役、徒士役取立、徒組除、広間平番、徒小姓などを歴任。明治3年（1870年）7月14日、85歳で死去、墓所は安中の妙光院[35]。
- 実祖母：のぶ - 弁治の先妻で民治の実母。文政元年（1818年）7月30日に死去、墓所は妙光院[36]。
- 養祖母：ます - 弁治の後妻。嘉永4年（1851年）12月19日に70歳で死去[36]。
- 父：民治（安中藩祐筆職） - 襄の伝道によりキリスト教に改宗
- 母：とみ
- 姉（長女）：久和（くわ） - 天保2年（1831年）11月18日生まれ、岩村藩の加賀野加賀右衛門と結婚するが死別、久保田藩の木村三弥と再婚し男児を産むが万延元年（1860年）7月11日死去[36]。
- 姉（次女）：直規（まき） - 天保5年（1834年）10月12日生まれ、久保田藩の植村鏡之進と結婚し男児を産むが夫と死別、鷺宮村（現・安中市鷺宮）の農家佐藤種五郎と再婚し明治12年（1879年）11月3日死去、墓所は下磯部の普門寺[37]。
- 姉（三女）：美代（みよ） - 天保9年（1838年）4月28日生まれ、父母とともに京都に移り、明治9年（1876年）12月3日受洗、明治12年（1879年）10月23日死去、墓所は金戒光明寺[37]。
- 姉（四女）：登喜（とき） - 天保11年（1840年）6月16日生まれ、椎谷藩の速水林次と結婚するが明治6年（1873年）に安中に帰り、明治11年（1888年）京都に移る。明治14年（1881年）1月2日に受洗、明治38年（1905年）11月19日死去[37]。
- 弟：雙六（そうろく） - 弘化4年（1847年）12月14日生まれ、明治3年（1870年）に父が隠居し家督を継いだが病気のため植栗梂弥を養子として明治4年（1871年）2月7日に死去、墓所は妙光院[37]。
- 妻：八重
- 義兄：山本覚馬
- 養子：公義[注釈 4] - 旧安中藩士・殖栗義達の次男として文久元年（1861年）10月24日に生まれ、幼名を梂弥といった。明治4年（1871年）に雙六の養子となり同年4月に家督を継ぐ。安中学校、暢発学校で学んだ後、小学校教員を勤め、明治11年（1887年）に京都に移り明治13年（1889年）1月4日受洗、大正13年（1924年）5月18日に死去[38]。

## 登場作品
映画
- 『石井のおとうさんありがとう』（2004年、演：真砂皓太）

テレビドラマ
- 『あすをつげる鐘（新島襄）』（1961年、NHK、演：杉裕之）
- 『女のたたかい』（1985年、朝日放送、演：滝田栄）
- 『八重の桜』（2013年、NHK大河ドラマ、演：小林海人→オダギリジョー）

テレビアニメ
- 『ねこねこ日本史』（2019年9月18日、Eテレ、声：不明）

舞台
- 朗読劇「今日、ここのへに咲く。」再演（2019年2月1～3日 演：佐藤晴男・加藤寛規・嵜本正和、作・演出：鈴城千尋）